# Хоулавадлагардюр
Хоулавадлагардюр (исл. Hólavallagarður) или Сюдюргётукиркьюгардюр (исл. Suðurgötukirkjugarður) — кладбище, расположенное на улице Сюдюргата в районе Вестюрбайр города Рейкьявик, неподалёку от пруда Тьёднин. Одно из самых больших и старых кладбищ Исландии, на котором погребены многие известные исландцы, жившие в XIX и XX веках.

## История
Кладбище было освящено в 1838 году и в ноябре того же года было произведено первое захоронение, принадлежавшее Гвюдрун Оддсдоуттир, жене мирового судьи Тоурдюра Йоунассена. По старинному исландскому поверью, первый похороненный на кладбище человек не истлевал, а становился для душ последующих захороненных проводником в загробную жизнь. Поэтому Гвюдрун считается «хранителем» данного кладбища.
В течение почти ста лет Хоулавадлагардюр был главным кладбищем города. Уникальным для данного кладбища как расположенного в Европе является тот факт, что в Хоулавадлагардюре никогда не производились перепланировки и перекапывания. К 1932 году на кладбище не осталось свободных участков, после чего стало возможным лишь подзахоронение в уже существующую могилу. Изначально кладбище было рассчитано на 30 захоронений, однако за почти два столетия его площадь увеличилась в пять раз и на сегодняшний день здесь похоронено более 30 000 человек.
До относительно недавнего времени Исландия была относительно бедной страной, поэтому надгробия Хоулавадлагардюра не выглядят так же роскошно, как современные им памятники, например, Британии или Америки. В то же время, благодаря изоляции страны, кладбище не пострадало во время Второй мировой войны, в частности металлические заборчики вокруг захоронений не были отданы в переплавку, как это произошло в других странах.
Исландский историк искусства Бьёдн Теодор Бьёднссон называл Хоулавадлагардюр «самым большим и старым музеем Рейкьявика». На кладбище размещено много необычных надгробий и имеется площадка, на которой представлены образцы старинных могильных камней. В 2018 году журнал National Geographic Traveler включил Хоулавадлагардюр в список самых красивых кладбищ Европы.

## Природа
Хоулавадлагардюр является одним из немногих мест в Рейкьявике, достаточно плотно засаженных растительностью. Активная посадка деревьев на территории кладбища началась в межвоенный период. Когда в страну завозился новый вид растения, его в первую очередь сажали на кладбище, потому что это была огороженная территория, защищавшая саженцы от скота. В Хоулавадлагардюре встречается много разнообразных видов деревьев, таких как рябина обыкновенная и промежуточная, ель ситхинская, тополь волосистоплодный, а также различные виды берёз, лиственниц и ив. На кладбище также можно найти множество различных видов кустов, грибов и мхов. Хоулавадлагардюр является единственным местом в Исландии, где обитают улитки. Также на кладбище можно встретить много разных видов птиц, среди них белобровик, чёрный дрозд и желтоголовый королёк.

## Известные захоронения
- Аусмюндюр Гвюдмюндссон — епископ Исландии с 1954 по 1959 год[6].
- Бриет Бьяднхьединсдоуттир[исл.] — политик, одна из первых исландских суфражисток[2].
- Бьядни Йоунссон[исл.] — суффраган, священник при кафедральном соборе Рейкьявика[7].
- Гвюдмюндюр Торстейнссон[исл.] — художник, писатель и актёр[8].
- Ингибьёрг Бьярнасон — политик, суфражистка[9].
- Йоун Магнуссон — премьер-министр Исландии с 1917 по 1922 год[10].
- Йоун Сигурдссон — политик, лидер движения за независимость Исландии[2].
- Йоуханнес Кьярваль — художник[5].
- Свейнбъёрн Эгилссон — педагог, поэт и переводчик[11].
- Сигюрдюр Брейдфьёрд[исл.] — поэт[8].
- Стейнюнн Свейнсдоуттир[англ.] — фигурант известного в Исландии дела об убийстве начала XIX века[8].
- Торбьёрг Свейнсдоуттир[англ.] — акушерка и феминистка[12].
- Торстейдн Эдлингссон[исл.] — поэт[8].
- Ханнес Хафстейн — поэт и политик[2].
- Мемориалы французским и фарерским морякам[1].

## В культуре
- В Хоулавадлагардюре была снята одна из сцен фильма «Дети природы»[13].